# Kostantín Leselidze
Konstantín Nikoláyevich Leselidze (en ruso: Константи́н Никола́евич Лесели́дзе, en georgiano: კონსტანტინე ნიკოლოზის ძე ლესელიძე; Ozurgueti, Imperio ruso, 15 de octubre de 1903 - Moscú, Unión Soviética, 21 de febrero de 1944) fue un oficial militar soviético de origen georgiano que combatió durante la Segunda Guerra Mundial en las filas del Ejército Rojo, donde alcanzó el grado militar de coronel general (1943). Durante la guerra comandó varios ejércitos durante las campañas en Ucrania y en el Cáucaso Norte.

## Biografía

### Infancia y juventud
Kostantín Leselidze nació el 15 de octubre de 1903 en Ozurgueti, en la Gobernación de Kutaisi —entonces parte del Imperio ruso, actualmente ubicada en la región de Guria en Georgia—, en el seno de una familia georgiana de clase trabajadora. Su hermano mayor fue el también Héroe de la Unión Soviética Víktor Leselidze. Completó la educación primaria en una escuela rural de segundo grado en el pueblo de Zvani, luego estudió en la Escuela Primaria Superior en Ozurgueti y posteriormente en el gymnasium de Ozurgeti.
Fue miembro de la Unión de Juventudes Comunistas desde 1920 y, en mayo de 1921, se unió al Ejército Rojo como cadete de la Brigada Oriental de cadetes del Ejército Bandera Roja del Cáucaso y estuvo desplegado principalmente en Georgia. Participó en la represión de los movimientos y levantamientos anticomunistas locales antes de graduarse en la Escuela Militar Conjunta de Georgia en 1925 y luego, en 1929, en la Escuela de Artillería de Tiflis para cursos avanzados para oficiales. Desde septiembre de 1927, estuvo al mando de una batería como parte del 1.er Regimiento de Fusileros de Georgia del Ejército Bandera Roja del Cáucaso.
El 10 de julio de 1925 se afilió al Partido Comunista —en esa época conocido como Partido Obrero Socialdemócrata de Rusia (bolchevique)—. Desde mayo de 1925 hasta octubre de 1926, trabajó como subcomandante interino de batería de la Escuela Militar Unida de Georgia. De octubre de 1926 a septiembre de 1927, ocupó el puesto de subcomandante. De septiembre de 1927 a noviembre de 1928, fue asignado al puesto de comandante de la batería del 1.er Regimiento de Fusileros de Georgia del Ejército Bandera Roja del Cáucaso. Se mantuvo en este puesto hasta noviembre de 1928, cuando fue estudiante del Curso de Perfeccionamiento de Artillería para el Estado Mayor del Ejército Rojo (AKUKS) en Détskoye Seló. Después de graduarse en septiembre de 1929, fue nombrado comandante del 3.er Regimiento de Fusileros de Georgia y, en abril de 1931, comandante y comisario del 2.º Regimiento de Artillería de Georgia.
En febrero de 1936 se le concedió el grado de coronel. En julio de 1937, estuvo al mando temporalmente de la 63.ª División de Fusileros de Georgia en el Distrito Militar de Transcaucasia. En junio de 1938, fue trasladado al Distrito Militar de Bielorrusia como jefe de artillería de la 5.ª División de Fusileros. Ocupó este cargo hasta febrero de 1941. En septiembre de 1939, mientras estuvo destinado en Bielorrusia, participó en la invasión soviética de Polonia. Luego, la 5.ª División de Fusileros fue redesplegada al territorio de la actual República de Lituania.

### Segunda Guerra Mundial
Al comienzo de la invasión alemana de la Unión Soviética, la operación Barbarroja, sirvió como jefe de artillería del 2.º Cuerpo de Fusileros, que en ese momento se encontraba en la reserva del Frente Occidental, y luego pasó a formar parte del 13.º Ejército, que participó en intensas batallas defensivas en la línea del área fortificada de Minsk. A partir del 10 de julio, el cuerpo participó en la Batalla de Smolensk. Luego fue nombrado jefe de artillería del 50.º Ejército, que tomó parte en la Batalla de Moscú como parte de los frentes de Briansk y luego occidental. En junio de 1942, asumió el puesto de comandante del 3.er Cuerpo de Fusileros de Montaña, del Frente Transcaucásico, al mando del cual participó en la Batalla del Cáucaso como parte del 46.º Ejército. El cuerpo defendió la costa del Mar Negro desde el pueblo de Lazarevskaya al río Okumi y la principal cordillera del Cáucaso desde el paso de Nahar hasta el paso de Pseashjo. En una serie de intensos combate defensivos y a pesar de la superioridad numérica del enemigo, el cuerpo logró detener el avance alemán.
En octubre de 1942, recibió el rango de teniente general y en enero de 1943 fue nombrado comandante del 47.º Ejército. Durante la operación ofensiva de Járkov, el ejército como parte del Frente de Vorónezh liberó la ciudad de Gadyach. En marzo de 1943, fue nombrado comandante del 18.º Ejército que, como parte del Frente del Cáucaso Norte, participó en la operación de desembarco de Novorosíisk-Tamán y en la liberación de la península de Tamán. Durante la operación las tropas del Ejército Rojo junto con las fuerzas de la Flota del Mar Negro liberaron las ciudades de Novorosísk y Anapa. Al finalizar la operación, Leselidze recibió el rango de coronel general. Más tarde, como parte del Primer Frente Ucraniano, participó en la ofensiva del Dniéper-Cárpatos, especialmente tuvo un participación muy destacada en la ofensiva de Zhitómir-Berdichev donde el ejército bajo su mando liberó las ciudades ucranianas de Korostioshev, Zhitómir y Berdichev.
En febrero de 1944, fue evacuado del frente al hospital militar central del Comisariado del Pueblo de Defensa de la URSS, donde recibió tratamiento médico debido a una grave enfermedad, tras una complicación provocada por la gripe que padecía. Permaneció en tratamiento hasta el 21 de febrero de 1944 cuando murió a la edad de 40 años.
El 26 de febrero de 1944 fue enterrado en Tbilisi en el cementerio de Old Vera. En febrero de 1974, fue enterrado de nuevo en el Panteón de Escritores y Figuras Públicas de Didube en Tiflis. El 13 de mayo de 1971, por decreto del Presídium del Sóviet Supremo de la Unión Soviética, el coronel general Kostantín Leselidze recibió póstumamente el título de Héroe de la Unión Soviética «por el exitoso liderazgo de las tropas bajo su mando durante la Gran Guerra Patria y el coraje y el heroísmo demostrados en la lucha contra los invasores fascistas».

## Promociones
- Coronel (17 de febrero de 1936)[1]

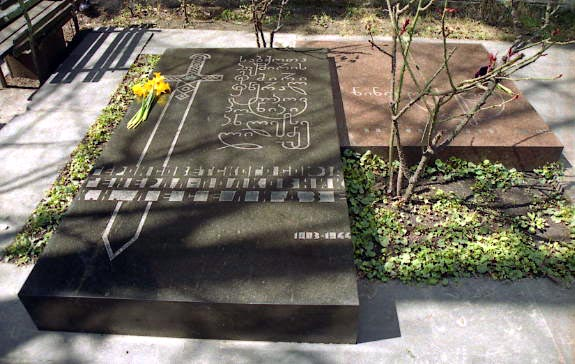
Tumba del general Kostantín Leselidze y de su esposa Nina Ivanovna en el Panteón de Didube en Tiflis (Georgia)

- Mayor general (2 de enero de 1942)
- Teniente general (14 de octubre de 1942)
- Coronel general (9 de octubre de 1943).[3]

## Condecoraciones
A lo largo de su carrera militar Kostantín Leselidze recibió las siguientes condecoraciones
|  | Héroe de la Unión Soviética (13 de mayo de 1971, póstumamente)                         |
|  | Orden de la Bandera Roja del Trabajo de la RSS de Georgia (29 de marzo de 1931)        |
|  | Orden de Lenin, dos veces (13 de diciembre de 1942 y 13 de mayo de 1971, póstumamente) |
|  | Orden de Suvórov de 1.er grado (18 de septiembre de 1943)                              |
|  | Orden de Kutúzov de 1.er grado (10 de septiembre de 1943)                              |
|  | Orden de Bohdán Jmelnitski de 1.er grado (10 de enero de 1944)                         |
|  | Orden de la Estrella Roja, dos veces (22 de marzo de 1936 y 31 de agosto de 1941)      |
|  | Medalla del 20.º Aniversario del Ejército Rojo de Obreros y Campesinos (1938)          |
|  | Medalla por la Defensa del Cáucaso (1944)                                              |

De 1944 a 1992, Gachripsh (una ciudad de Abjasia) pasó a llamarse Leselidze en su honor. En Tiflis (la capital de Georgia), una calle en el centro de la ciudad lleva el nombre del general Leselidze y en esta calle también hay una estatua dedicada a su memoria. Además varias calles de las ciudades de Batumi, Sochi, Novorosíisk y Gelendzhik llevan su nombre.